# جمال لوي
جمال لوي (بالإنجليزية: Jamal Lowe)‏ (21 يوليو 1994 في المملكة المتحدة - ) هو لاعب كرة قدم بريطاني في مركز الهجوم. لعب مع بوريهام وود إف سي ونادي بارنت ونادي فارنبوروه وهايز وييدينغ يونايتد ‏ وهامبتون أند ريتشموند بورو وسانت ألبانز سيتي وهيميل هيمبستيد تاون وHitchin Town F.C. ‏.

## وصلات خارجية
- جمال لوي على موقع قاعدة بيانات كرة القدم.إي يو (الإنجليزية)
- جمال لوي على موقع Soccerbase.com (لاعب) (الإنجليزية)
- جمال لوي على موقع Soccerway.com (الإنجليزية)
- جمال لوي على موقع عالم كرة القدم.نت (الإنجليزية)